# Jack McMillan
Jack McMillan, född 14 januari 2000 i Belfast, är en brittisk simmare som tidigare representerat Irland.

## Karriär
Jack McMillan representerade Irland vid OS 2020 och tävlade där på 4 x 200 meter frisim utan ta sig till final. Vid OS 2024 ingick han i det brittiska laget på 4 x 200 meter som kvalificerade till finalen och som där tog guld.